# Eddie Gil
Eddie Conde Gil v. (7 de febrero de 1944 en Masbate), conocido artística y políticamente como Eddie Gil, es un político, hombre de negocios y cantante filipino. Postuló para las elecciones presidenciales de su país, en 2004. Sin embargo, fue descalificado de sus funciones por la Comisión Electoral, por su incapacidad de iniciar una campaña nacional y como un "molesto candidato". Eddie Gil apeló su descalificación ante la Corte Suprema de Filipinas, donde se había confirmado. Siendo un destacado multimillonario y autoproclamado candidato para las elecciones presidenciales, había prometido a sus compañeros, en pagar la deuda nacional con sus propias finanzas. Pero el hecho más vergonzoso en una de sus misiones de promoción provocadas en Mindanao, especialmente Cagayán de Oro, Eddie Gil no podía pagar un prestigioso hotel para poder alojarse. Muchas personas lo ridiculizaron por su postulación a la presidencia y por su participación en la política, motivo que fue para promocionar su próximo álbum discográfico.
En junio de 2010, Eddie Gil fue detenido junto con otras tres personas en la isla de Mauricio, sobre unos cargos de fraude. Eddie Gil y los tres detenidos, apelaron el caso y el 10 de agosto de 2011, después de revisar el caso determinado por dos jueces como S. Domah y S. Bhaukaurally, de la Corte Suprema de Mauricio, no pudieron admitir que los recurrentes tuvieran un juicio justo, en la que habían sido llevados para ser juzgados. Por todas estas razones, permitieron la apelación. La sentencia fue impuesta sobre Gil y los demás detenidos ante la Corte Suprema de Justicia de Mauricio. 

## Discografía
- Baleleng
- Carmelita
- Hindi Ko Kaya
- Inday, O Aking Inday
- Laruang Puso
- Lumang Tindahan
- Pelukang Itim
- Pelukang Itim (Disco Mix)
- Pelukang Itim (sing-along versión)
- Pusong Wasak